# ニュージーランド時間
|                  | 標準時    | 夏時間    |
| ---------------- | --------- | --------- |
| ニュージーランド | UTC+12:00 | UTC+13:00 |
| チャタム諸島     | UTC+12:45 | UTC+13:45 |

ニュージーランド時間（ニュージーランドじかん）ではニュージーランドで使用されている標準時について記す。ニュージーランドは法律により2つの時間帯に分けられている。ほとんどの地域ではUTC+12のニュージーランド標準時（New Zealand Standard Time - NZST）が使用されているが、本土から離れたチャタム諸島ではUTC+12:45であるチャタム標準時（Chatham Standard Time - CHAST）が採用されている。
夏季にあたる9月最終日曜日から翌4月第1日曜日までは、1時間進ませた夏時間が適用される。ニュージーランド夏時間（New Zealand Daylight Time - NZDT）はUTC+13、チャタム夏時間（Chatham Daylight Time - CHADT）はUTC+13:45となる。
ニュージーランドと自由連合の関係にあるクック諸島とニウエおよび、自治領であるトケラウでは、各自の判断でそれぞれの異なる時間帯を採用している。

## 歴史
1868年11月2日、ニュージーランドは国土の全体で使用される標準時を、他の国々より15年先駆けて正式に採用した。東経172度30分を基準とし、グリニッジ標準時（GMT）より11時間半進んでいた。これはニュージーランド平均時（New Zealand Mean Time - NZMT）と呼ばれた。チャタム諸島では本土より45分進んだ時間が使われた。
第二次世界大戦中の1941年、電力消費量の節約のために時計を30分進め、GMTより12時間進んだ時間となった。この変更は1945年標準時法によって1946年から恒久的なものとなり、180度経線の時刻がニュージーランド時間の基準となった。
1940年代後半に原子時計が開発され、いくつかの研究所ではこれに基づく規格が作成され始めた。1972年に、協定世界時（UTC）がグリニッジ標準時に替わって新たな基準時刻として国際的に採用された。ニュージーランドでは1974年時刻法で、ニュージーランド標準時をUTCの12時間前（UTC+12）と定義した。

## 夏時間
国会議員であったトーマス・シディは1909年から毎年、9月から翌3月まで時計を1時間進ませる法案を提出し、1927年夏時間法を成立させた。1927年は、11月第1日曜日から3月第1日曜日まで時計を1時間進めた。これが不評であったため、1928年夏時間法では1928年10月14日（第2日曜日）から翌1929年3月17日（第3日曜日）まで時計を30分進めるよう修正され、さらに1929年夏時間法ではこの30分シフトが、10月第2日曜日から翌3月第3日曜日までという期間と共に恒久的なものとして固定された。1933年には期間が9月第1日曜日から翌4月最終日曜日までに延長され、第二次世界大戦期まで続いた。1941年の緊急規則により夏時間が通年で適用されるようになり、1945年標準時法により1946年から恒久化された。すなわち、それまでの夏時間（NZDT）が事実上ニュージーランドの標準時となった。
1974年時間法では、枢密院勅令による夏時間の実施期間を宣言する権限が総督に与えられた。これは既に恒久化している進んだ30分に加えて更に1時間進ませるもので、期間は11月第1日曜日から翌2月最終日曜日までであったが、すぐ翌年に1975年時間令によって10月最終日曜日から翌3月第1日曜日までとなった。
1985年、ニュージーランド内務省によって、夏時間に対する市民の意識と、仕事や娯楽、特定の集団に対する影響の広域調査が実施された。その結果、76.2パーセントの人が夏時間の継続あるいは延長を望んでいることが分かった。また男女間による意見の違いはほとんど無く、都市部で夏時間への支持が高いとも結論づけた。ノースランド地方のアラルアという小さな酪農家コミュニティは夏時間に反対し、その適用を何年か拒んだことで知られているが、この調査の対象地域では夏時間の廃止や短縮化を求める声は少数であった。
1988年、調査に加えて市民からのさらなるフィードバックを受けて、1989年10月第2日曜日から翌1990年3月第3日曜日まで夏時間を試験的に延長することを内務大臣が取り決め、5週間の延長に対する市民からの意見を募った。
1990年夏時間令では、10月第1日曜日のNZST午前2時から、翌3月第3日曜日のNZDT午前3時までが夏時間とされることが明記された。
2007年4月30日、ニュージーランド政府は夏時間期間を24週から27週へと拡大することを発表した。2007年から、9月最終日曜日から翌4月第1日曜日までの期間で夏時間が実施されることになった。
ニュージーランドを補給地としているいくつかの南極観測基地では、夏時間を含めたニュージーランド時間が採用されている。この結果アムンゼン・スコット基地では、日光が全く射さない極夜となる冬よりも、太陽が地平線上にとどまる白夜となる夏のほうが時計が1時間進むという奇妙な状況が起こっている。基地は地理的に極端な位置にあるため、1日の活動サイクルを調整しても受ける太陽光量に影響はしないものの、ニュージーランドとのリアルタイムな通信においては実用的である。

## 王国内の他の国と地域
|            | 標準時    | 夏時間    |
| ---------- | --------- | --------- |
| トケラウ   | UTC+13:00 | UTC+13:00 |
| クック諸島 | UTC−10:00 | UTC−10:00 |
| ニウエ     | UTC−11:00 | UTC−11:00 |
| ロス海属領 | UTC+12:00 | UTC+13:00 |

ニュージーランドとともにニュージーランド王国を構成し、ニュージーランドと自由連合の関係にあるクック諸島およびニウエは、国際日付変更線を挟んで反対側に位置している。
- クック諸島はUTC-10を使用している。夏時間はない。クック諸島はニュージーランドより22時間（ニュージーランドが夏時間の間は23時間）遅れている。ニュージーランドが木曜日の正午の時、クック諸島は水曜日の午後1時あるいは2時となる。
- ニウエはUTC-11を使用している。夏時間はない。ニウエはニュージーランドより23時間（ニュージーランドが夏時間の間は24時間）遅れている。ニュージーランドが木曜日の正午の時、ニウエは水曜日の正午あるいは午後1時となる。

ニュージーランドの自治領であるトケラウでは、夏時間なしのUTC+13を使用している。
ニュージーランドが領有権を主張する南極のロス海属領に位置するマクマード基地やスコット基地、ニュージーランドを連絡基地とするアムンゼン・スコット基地では、ニュージーランド本土の時間をそのまま使用している。

## IANA time zone database
tz databaseにおいて、ニュージーランドの標準時はzone.tabに2つの時間帯が含まれている。これは、ISO 3166-1 alpha-2の国コード "NZ"を持つ領域を指す。また、関連する国や地域についてもいくつかのエントリーがある。
| 国コード | 座標        | TZ                 | 注釈                                      | 協定世界時との差 | 夏時間 | 備考                       |
| -------- | ----------- | ------------------ | ----------------------------------------- | ---------------- | ------ | -------------------------- |
| NZ       | −3652+17446 | Pacific/Auckland   | ニュージーランド時間                      | +12:00           | +13:00 |                            |
| NZ       | −4357−17633 | Pacific/Chatham    | チャタム諸島                              | +12:45           | +13:45 |                            |
| CK       | −2114−15946 | Pacific/Rarotonga  |                                           | −10:00           | −10:00 |                            |
| NU       | −1901−16955 | Pacific/Niue       |                                           | −11:00           | −11:00 |                            |
| TK       | −0922−17114 | Pacific/Fakaofo    |                                           | +13:00           | +13:00 |                            |
| AQ       | −7750+16636 | Antarctica/McMurdo | ニュージーランド時間 - マクマード、南極点 | +12:00           | +13:00 | Pacific/Aucklandへのリンク |